# ラ・マンチャの男

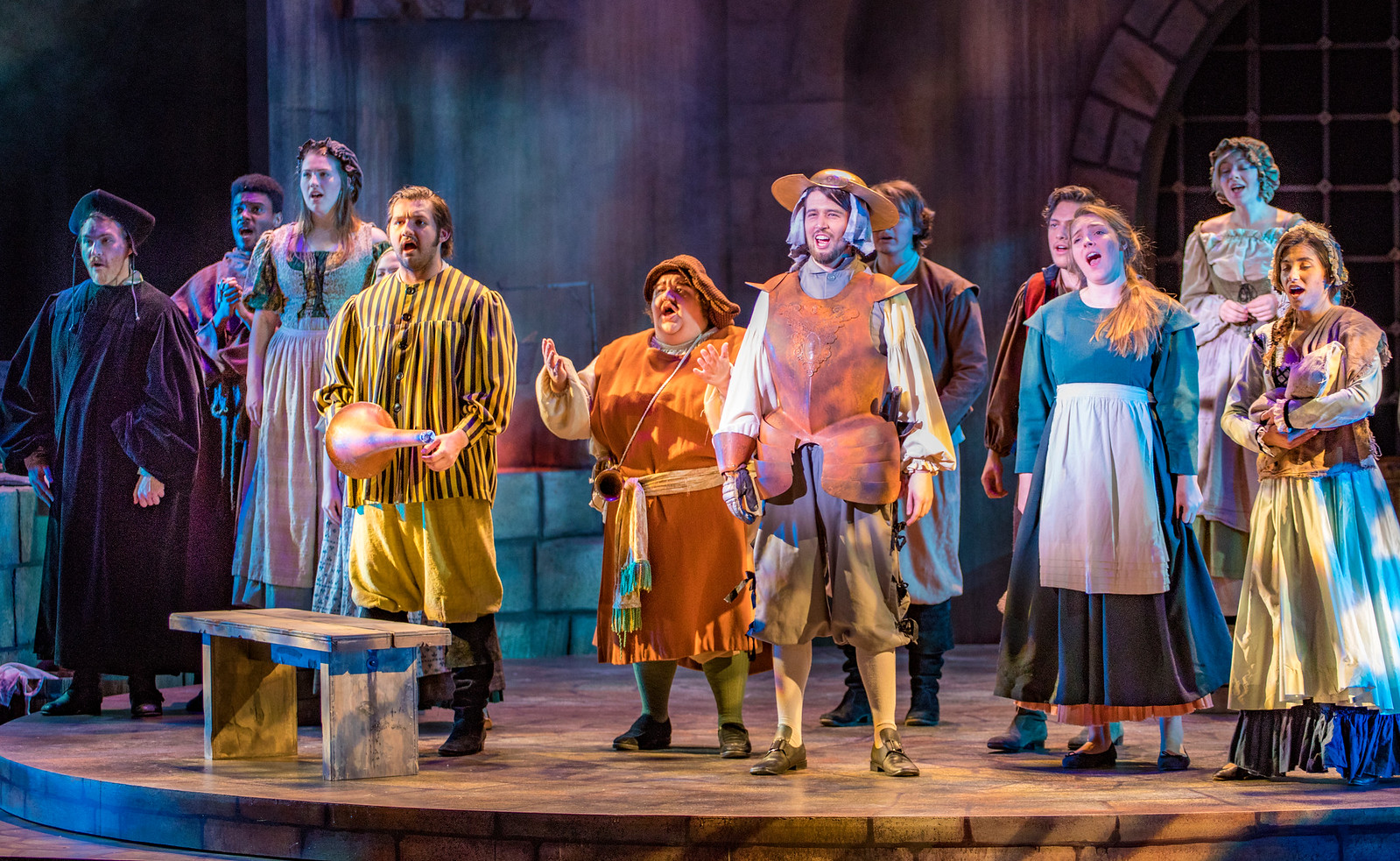
ラ・マンチャの男

『ラ・マンチャの男』（ラ・マンチャのおとこ、英: Man of La Mancha）は、セルバンテスの小説『ドン・キホーテ』をもとにしたミュージカル作品。脚本はデイル・ワッサーマン、音楽はミッチ・リー。1965年にブロードウェイでリチャード・カイリーの主演によって初演され、ニューヨーク演劇批評家賞などを受賞し、5年6か月のロングラン公演を記録した。その後も、世界各地で公演されている。
脚本は、セルバンテスが小説『ドン・キホーテ』を着想したのはセビリアで入牢している時だったという事実をもとにしている。セルバンテスと牢獄の囚人たちの現実、彼らが演じる劇中劇におけるラ・マンチャの田舎郷士アロンソ・キハーナの「現実」、そしてキハーナの「妄想」としてのドン・キホーテという多重構造となっている。当初はテレビドラマとして書かれたこれをミュージカルにすることを提案したのが、製作者のアルバート・シェルダンと演出家のアルバート・マールである。

## あらすじと曲目
舞台は中世のスペイン。劇作家ミゲル・デ・セルバンテスはカトリック教会を冒涜したという疑いで逮捕され、投獄される。牢獄で盗賊や人殺しなどの囚人たちに所持品を身ぐるみはがされそうになったセルバンテスは、自分の脚本を守るために「ドン・キホーテ」の物語を牢獄内で演じ、囚人たちを即興劇に巻き込んでいく。
ミュージカル・ナンバーとしては、タイトル曲『ラ・マンチャの男〜われこそはドン・キホーテ（Man of La Mancha - I, Don Quixote）』、ドン・キホーテが宿屋の下働きかつ売春婦のアルドンサを高貴な姫と信じて歌う『ドルシネア（Dulcinea）』などが知られる。なかでも『見果てぬ夢（The Impossible Dream）』は、本作品のテーマとして、中盤でドン・キホーテが歌い、ラストでも大合唱によって繰り返される。なお、2001年に全米で巡業された公演では、1966年に『見果てぬ夢』をヒットさせた（ビルボードのチャート35位まで上昇した）歌手のジャック・ジョーンズ自身がドン・キホーテ（ミゲルデ・セルバンテス）役を演じた。

## 日本での上演
1960年代後半、東宝取締役菊田一夫から「ニューヨークで『ラ・マンチャの男』をやっているから観てきなさい」と勧められた草笛光子は、ニューヨークで『ラ・マンチャの男』を見て衝撃を受けた。日本に戻った草笛は菊田に頼み込んでラ・マンチャの男の上演権（版権）を買ってもらったという。
日本では1969年より現・二代目松本白鸚（初演時、当時・六代目市川染五郎、1982年より、九代目松本幸四郎）が主役を務める日本語版が名高いが、彼が六代目市川染五郎だった当時の1970年には、ブロードウェイにわたってこの役を英語でもこなしている。俳優の二瓶正也は、当初は天本英世が主演を務める予定であったが、東宝の判断により人気のある（六代目）市川染五郎に変更されたと証言している。
2019年10月21日 公演回数1300回突破。（当初10/19 夜公演が予定日だったが10/12 2公演中止により順延）

### 上演記録
| 公演年 | 公演会場 ※括弧内の数字は各劇場での公演回数 | 公演回数 | 補足                                                                                                  |
| ------ | --- | -------- | --- |
| 1969年 | 帝国劇場 | 80回     | アルドンサ役は草笛光子、浜木綿子、西尾恵美子が役替わりで務めた。                                      |
| 1970年 | 名鉄ホール（25）、 日生劇場（32） | 57回     | |
| 1973年 | 日生劇場 | 36回     | |
| 1977年 | 日生劇場 | 36回     | |
| 1979年 | 帝国劇場 | 40回     | |
| 1980年 | 帝国劇場 | 37回     | |
| 1982年 | 梅田コマ劇場 | 35回     | |
| 1983年 | 帝国劇場 | 32回     | |
| 1985年 | 中日劇場（32）、 帝国劇場（76） | 108回    | 公演回数500回突破。                                                                                   |
| 1989年 | 青山劇場（75）、 梅田コマ劇場 （35） | 110回    | |
| 1995年 | 青山劇場 | 110回    | 娘の松たか子がアントニア役で初出演。                                                                  |
| 1997年 | 名鉄ホール（37）、 青山劇場（38） | 75回     | |
| 1999年 | 劇場飛天（37）、 青山劇場（37） | 74回     | |
| 2000年 | 日生劇場 | 74回     | 娘の松本紀保がアントニア役で初出演。                                                                  |
| 2001年 | 日生劇場 | 36回     | |
| 2002年 | 博多座（39）、 帝国劇場（42） | 81回     | 松がアルドンサ役で初出演。 アントニア役の松本紀保と親子3人での出演となる。 公演回数1000回突破。       |
| 2005年 | 名鉄ホール（35）、 帝国劇場（36） | 71回     | 松本幸四郎にカスティーリャ・ラ・マンチャ栄誉賞が贈られる。                                            |
| 2008年 | 帝国劇場 | 35回     | |
| 2009年 | シアターBRAVA!（24）、 富山オーバード・ホール（4） | 28回     | |
| 2012年 | 博多座（29）、 帝国劇場（29） | 58回     | 故デール・ワッサーマンの遺志により 1966年トニー賞のトロフィーが松本幸四郎に贈られる。                 |
| 2015年 | シアターBRAVA!（24)、 まつもと市民芸術館（4）、 帝国劇場（28）                                                                                         | 56回     | 本作での松本の演技に対し、平成27年度（第70回） 文化庁芸術祭賞・演劇部門関東参加公演の部で大賞を受賞。 |
| 2019年 | 大阪フェスティバルホール（8）、 宮城東京エレクトロンホール宮城（4）、 愛知県芸術劇場大ホール（4）、 帝国劇場（26） （帝国劇場10/12 2公演が台風で中止） | 42回     | 2019年10月21日 公演回数1300回突破。 （当初10/19 夜公演が予定日だったが10/12 2公演中止により順延）     |
| 2022年 | 日生劇場 | 7回      | COVID-19の影響で打ち切り                                                                              |
| 2023年 | よこすか芸術劇場 | 10回     | |

### キャスト
※ 芸名は出演当時の表記。
|                             | 1969年                       | 1970年     | 1973年     | 1977年     | 1979年     | 1980年     | 1982年     | 1983年     | 1985年     | 1989年                            |
| --------------------------- | ---------------------------- | ---------- | ---------- | ---------- | ---------- | ---------- | ---------- | ---------- | ---------- | --------------------------------- |
| セルバンテス ドン・キホーテ | 市川染五郎                   | 市川染五郎 | 市川染五郎 | 市川染五郎 | 市川染五郎 | 市川染五郎 | 市川染五郎 | 松本幸四郎 | 松本幸四郎 | 松本幸四郎                        |
| サンチョ                    | 小鹿敦                       | 小鹿敦     | 小鹿敦     | 小鹿番     | 小鹿番     | 小鹿番     | 小鹿番     | 小鹿番     | 小鹿番     | 安宅忍                            |
| アルドンザ                  | 草笛光子 浜木綿子 西尾恵美子 | 草笛光子   | 草笛光子   | 上月晃     | 上月晃     | 上月晃     | 上月晃     | 上月晃     | 上月晃     | 上月晃                            |
| 隊長                        | 溝江博                       | 溝江博     | 溝江博     | 長谷川哲夫 | 原田清人   | 原田清人   | 原田樹世土 | 原田樹世土 | 原田樹世土 | 原田清人                          |
| 牢名主                      | 小沢栄太郎                   | 小沢栄太郎 | 加藤武     | 上條恒彦   | 上條恒彦   | 上條恒彦   | 平野忠彦   | 平野忠彦   | 上條恒彦   | 上條恒彦（青山） 小宮健吾（梅田） |
| カラスコ                    | 井上孝雄                     | 井上孝雄   | 井上孝雄   | 西沢利明   | 西沢利明   | 西沢利明   | 西沢利明   | 西沢利明   | 井上孝雄   | 立川三貴（青山） 井上孝雄（梅田） |
| 神父                        | 友竹正則                     | 友竹正則   | 友竹正則   | 友竹正則   | 友竹正則   | 友竹正則   | 友竹正則   | 友竹正則   | 友竹正則   | 友竹正則                          |
| アントニア                  | 山吹まゆみ                   | 山吹まゆみ | 森るみ子   | 四季乃花恵 | 江崎英子   | 江崎英子   | 有吉真知子 | 沢田亜矢子 | 毬谷友子   | 春風ひとみ                        |
| 家政婦                      | 黒柳徹子                     | 黒柳徹子   | 亀淵由香   | 城君子     | 村島寿深子 | 村島寿深子 | 志摩すみ子 | 志摩すみ子 | 森公美子   | 森公美子                          |
| 床屋                        | 木島新一                     | 木島新一   | 三上直也   | 木島新一   | 木島新一   | 木島新一   | 木島新一   | 木島新一   | 木島新一   | 木島新一                          |
| ムーア人の娘                | 立川真理                     | 立川真理   | 立川真理   | 立川真理   | 蘭千子     | 蘭千子     | 新倉まりこ | 長谷川恵子 | 室町あかね | 伊藤裕子                          |

|                             | 1995年     | 1997年     | 1999年     | 2000年     | 2001年     | 2002年     | 2005年     | 2008年     | 2009年     | 2012年     |
| --------------------------- | ---------- | ---------- | ---------- | ---------- | ---------- | ---------- | ---------- | ---------- | ---------- | ---------- |
| セルバンテス ドン・キホーテ | 松本幸四郎 | 松本幸四郎 | 松本幸四郎 | 松本幸四郎 | 松本幸四郎 | 松本幸四郎 | 松本幸四郎 | 松本幸四郎 | 松本幸四郎 | 松本幸四郎 |
| サンチョ                    | 佐藤輝     | 佐藤輝     | 佐藤輝     | 佐藤輝     | 佐藤輝     | 佐藤輝     | 佐藤輝     | 佐藤輝     | 駒田一     | 駒田一     |
| アルドンザ                  | 鳳蘭       | 鳳蘭       | 鳳蘭       | 鳳蘭       | 鳳蘭       | 松たか子   | 松たか子   | 松たか子   | 松たか子   | 松たか子   |
| 隊長                        | 原田清人   | 原田清人   | 大石剛     | 大石剛     | 大石剛     | 大石剛     | 大石剛     | 鈴木良一   | 鈴木良一   | 鈴木良一   |
| 牢名主                      | 上條恒彦   | 上條恒彦   | 上條恒彦   | 上條恒彦   | 上條恒彦   | 上條恒彦   | 上條恒彦   | 上條恒彦   | 上條恒彦   | 上條恒彦   |
| カラスコ                    | 浜畑賢吉   | 浜畑賢吉   | 浜畑賢吉   | 浜畑賢吉   | 浜畑賢吉   | 福井貴一   | 福井貴一   | 福井貴一   | 福井貴一   | 福井貴一   |
| 神父                        | 石鍋多加史 | 石鍋多加史 | 石鍋多加史 | 石鍋多加史 | 石鍋多加史 | 石鍋多加史 | 石鍋多加史 | 石鍋多加史 | 石鍋多加史 | 石鍋多加史 |
| アントニア                  | 松たか子   | 松たか子   | 松たか子   | 松本紀保   | 松本紀保   | 松本紀保   | 山崎直子   | 月影瞳     | 月影瞳     | 松本紀保   |
| 家政婦                      | 平野万里   | 荒井洸子   | 荒井洸子   | 荒井洸子   | 荒井洸子   | 荒井洸子   | 荒井洸子   | 荒井洸子   | 荒井洸子   | 荒井洸子   |
| 床屋                        | 木島新一   | 木島新一   | 駒田はじめ | 駒田はじめ | 駒田はじめ | 駒田一     | 駒田一     | 駒田一     | 祖父江進   | 祖父江進   |
| ムーア人の娘                | 萩原季里   | 萩原季里   | 萩原季里   | 萩原季里   | 萩原季里   | 萩原季里   | 萩原季里   | 萩原季里   | 萩原季里   | 萩原季里   |

|                             | 2015年             | 2019年     | 2022年            | 2023年            |
| --------------------------- | ------------------ | ---------- | ----------------- | ----------------- |
| セルバンテス ドン・キホーテ | 松本幸四郎         | 松本白鸚   | 松本白鸚          | 松本白鸚          |
| サンチョ                    | 駒田一             | 駒田一     | 駒田一            | 駒田一            |
| アルドンザ                  | 霧矢大夢           | 瀬奈じゅん | 松たか子          | 松たか子          |
| 隊長                        | 鈴木良一           | 鈴木良一   | 鈴木良一          | 鈴木良一          |
| 牢名主                      | 上條恒彦           | 上條恒彦   | 上條恒彦          | 上條恒彦          |
| カラスコ                    | 宮川浩             | 宮川浩     | 吉原光夫 伊原剛志 | 吉原光夫 伊原剛志 |
| 神父                        | 石鍋多加史         | 石鍋多加史 | 石鍋多加史        | 石鍋多加史        |
| アントニア                  | ラフルアー宮澤エマ | 松原凜子   | 実咲凜音          | 実咲凜音          |
| 家政婦                      | 荒井洸子           | 荒井洸子   | 荒井洸子          | 荒井洸子          |
| 床屋                        | 祖父江進           | 祖父江進   | 祖父江進          | 祖父江進          |
| ムーア人の娘                | 萩原季里           | 真田慶子   | 酒井比那          | 酒井比那          |

## 劇場映画
1972年にユナイテッド・アーティスツ社によって映画化された。監督・製作はアーサー・ヒラー、製作総指揮はアルベルト・グリマルディ。主な出演者は次のとおり。
| 役名                                               | 配役                   | 日本語吹替 |
| -------------------------------------------------- | ---------------------- | ---------- |
| セルバンテス / ドン・キホーテ / アロンソ・キハーナ | ピーター・オトゥール   | 金内吉男   |
| アルドンサ / ドルシネア                            | ソフィア・ローレン     | 此島愛子   |
| セルバンテスの従者 / サンチョ・パンザ              | ジェームズ・ココ       | 兼本新吾   |
| 牢名主                                             | ハリー・アンドリュース | 小松方正   |
| サンソン・カラスコ/大公                            | ジョン・キャッスル     |            |
| ペドロ                                             | ブライアン・ブレッスド |            |
| 神父                                               | イアン・リチャードソン | 仁内建之   |